# Ruscova
Ruscova (Visóroszi en hongrois, Russkowa en allemand) est une commune roumaine du județ de Maramureș, dans la région historique de Transylvanie et dans la région de développement du Nord-Ouest.

## Géographie
La commune, constituée du seul village de Ruskova, est située dans le nord-est du județ, sur la rivière Ruscova, à son confluent avec la Vișeu.
Le village se trouve à 42 km au sud-est de Sighetu Marmației, la capitale historique de la Marmatie et à 110 km de Baia Mare, la préfecture du județ. il est traversé par la route nationale DN18 qui relie Sighetu Marmației au județ de Suceava en Moldavie.

## Histoire
La première mention écrite du village date de 1373.
La commune a fait partie du Comitat de Maramures dans le Royaume de Hongrie jusqu'en 1920, au Traité de Trianon où elle est attribuée à la Roumanie avec toute la Transylvanie.

## Religions
En 2002, 86,4 % de la population est orthodoxe et 11,3 % pentecôtiste.

## Démographie
En 1910, la commune comptait 75 Hongrois (2,6 %), 1 077 Allemands (37,6 %) et 1 655 Ruthènes (39,3 %).
En 1930, les autorités recensaient 50 Roumains (1,6 %), 2 045 Ruthènes (64,8 %) et une importante communauté juive de 1 034 personnes (32,7 %) qui fut exterminée par les Nazis durant la Seconde Guerre mondiale.
En 2002, la commune comptait 161 Roumains (3,3 %), 109 Roms (2,2 %) et 4 578 Ukrainiens (94,3 %).
Ruscova fait partie des rares villages du județ de Maramureș dont la population a augmenté depuis 2002 (+6,9 %).
Lors du recensement de 2011, 90,43 % de la population se déclarent ukrainiens, 3,42 % roumains et 3,28 % roms (2,67 % ne déclarent pas d'appartenance ethnique et 0,18 % déclarent appartenir à une autre ethnie).

## Économie
L'économie est basée sur l'agriculture et l'élevage (2 360 ha de terres agricoles) et sur l'exploitation des forêts (1 613 ha).

## Politique
| Parti | Parti                                  | Sièges |
| ----- | -------------------------------------- | ------ |
|       | Parti national libéral (PNL)           | 10     |
|       | Parti social-démocrate (PSD)           | 2      |
|       | Parti Mouvement populaire (PMP)        | 2      |
|       | Union des Ukrainiens de Roumanie (UUR) | 1      |